# The Joy of Cooking
Pour le groupe américain de folk rock, voir Joy of Cooking.
The Joy of Cooking est l'un des livres de cuisine les plus vendus aux États-Unis. Écrit et publié en 1931 par Irma S. Rombauer, il a été constamment réédité depuis, atteignant plus de 18 millions d'exemplaires écoulés. La dernière édition date de 2006, pour les soixante-quinze ans de la première parution.